# Liste bedeutender Seeunfälle im 18. Jahrhundert
Die Liste schwerer Seeunfälle im 18. Jahrhundert verzeichnet Unglücke der Seefahrt, bei denen es zum Verlust von Menschenleben oder hohem Sachschaden kam.

## Schiffsunglücke zwischen 1701 und 1800
| Datum                        | Name                                       | Tote     | Hergang |
| ---------------------------- | ------------------------------------------ | -------- | --- |
| 3. Apr. 1702                 | Merestein                                  | 101      | Der Ostindienfahrer Merestein der Niederländischen Ostindien-Kompanie lief vor der Saldanha Bay auf Grund und sank. Von etwa 200 Menschen an Bord fanden 101 den Tod. In den 1970er Jahren wurden rund 15.000 Silbermünzen aus dem Wrack geborgen. |
| 26. Nov. 1703                | Großer Sturm                               | 2500     | Während eines besonders heftigen, als „Großer Sturm“ in die Geschichte eingegangenen Sturms sanken an der englischen Küste zwölf Kriegsschiffe der Royal Navy und eine unbekannte Anzahl von Handelsschiffen. Dabei starben über 1.500 Seeleute der Royal Navy und wahrscheinlich viele 100, wenn nicht über 1.000 Handelsschiffmatrosen. |
| 1706                         | Kron-Printzen                              | 820      | Das dänische Sklavenschiff Kron-Printzen sank in einem Sturm mit 820 Sklaven an Bord. |
| 22. Okt. 1707                | Flottenverband der Royal Navy              | 1450     | Fünf von 21 Schiffen einer britischen Flotte unter dem Befehl von Admiral Sir Cloudesley Shovell auf dem Weg von Gibraltar nach Großbritannien liefen am 22. Oktober gegen halb acht abends vor den westlich von Cornwall gelegenen Scilly-Inseln auf Klippen auf. Vier von ihnen schlugen leck und versanken innerhalb weniger Stunden mit der gesamten Besatzung. Es gab 1.450 Tote, alleine an Bord des Linienschiffes Association starben vermutlich um die 800 Seeleute. Als Ursache gilt eine mangelhafte Positionsbestimmung und Unkenntnis des Längengrads, die Flotte wähnte sich weitab von den Klippen im Ärmelkanal, mittlerweile werden aber auch fehlerhafte Karten und Navigationstabellen angenommen. |
| 22. Aug. 1711/ 23. Aug. 1711 | Britische Québec-Expedition                | 884      | Ein von Konteradmiral Sir Hovenden Walker kommandierter Flottenverband der britischen Royal Navy drang mit 15 Kriegsschiffen und weiteren Truppentransporten in den Sankt-Lorenz-Strom ein, um Québec, die Hauptstadt von Französisch-Kanada, anzugreifen. Wegen schlechten Wetters und mangelhafter Kenntnisse des Fahrwassers liefen am 22. und 23. August acht Truppentransporter auf Grund. Von den etwa 1.400 an Bord befindlichen Soldaten und Seeleuten ertranken 884, der Angriff musste abgebrochen werden. |
| 25. Apr. 1715                | Prinsessan Hedvig Sophia                   | 0        | Nach einem verlorenen Seegefecht gegen einen dänischen Flottenverband setzte die eigene Besatzung das schwedische Linienschiff Prinsessean Hedvig Sophia in der Kieler Förde vor Strande auf Grund, um es dem dänischen Zugriff zu entziehen, und gab es auf. |
| 27. Juni 1715                | Narwa                                      | 400      | Vor dem Hafen von Kronstadt wurde das russische Linienschiff Narwa vom Blitz getroffen, geriet in Brand und explodierte, nachdem das Feuer die Pulvermagazine erreicht hatte. Von den Personen an Bord kamen 400 ums Leben und 15 wurden verletzt. Das Wrack wurde in den 1720er Jahren gehoben. |
| 31. Juli 1715                | Untergang der Silberflotte                 | 1250     | Eine aus elf Schiffen bestehende spanische Silberflotte mit einer wertvollen Ladung, bestehend aus etwa 7 Millionen Acht-Real-Silbermünzen, Gold und Silber in Barren sowie Edelsteinen und anderen wertvollen Handelsgütern aus Ostasien und Amerika, wurde auf dem Weg nach Spanien durch einen Hurrikan an die Küste Floridas bei Fort Pierce getrieben und von der Brandung zerschlagen. Kein einziges der spanischen Schiffe entging der Vernichtung, lediglich die die Flotte begleitende französische El Grifon konnte entkommen. Fast die Hälfte der 2.000 Menschen an Bord der Schiffe starb bei der neben den Verlusten der Armada schlimmsten Schiffskatastrophe in der Geschichte Spaniens. Ein wesentlicher Grund für die Katastrophe war eine durch die Bürokratie der Kolonialbehörden verzögerte Abfahrt aus Havanna, weshalb die Flotte in die Hurrikansaison geriet. Hinzu kam, dass die Schiffe überladen und wegen des zu langen Aufenthalts in tropischen Gewässern nur noch eingeschränkt seetauglich waren.              |
| Sep. 1718                    | San Felipe el Real                         | 210      | Das spanische Linienschiff, welches von den Briten im August 1718 während der Seeschlacht vor Kap Passero gekapert wurde, explodiert im Hafen von Maó auf der Insel Menorca. Hierbei werden 160 Briten und 50 Spanier getötet. |
| 13. Juni 1722                | 16 Schiffe                                 | hunderte | Seit dem 13. Juni 1722 tobte im Revier um das Kap der Guten Hoffnung ein schwerer Sturm. Bis zum 17. Juni gingen auf See die Schiffe Amstelveen und Samson der VOC unter; die Schiffe Blijnburg, 't Raadhuis van Middelburg, 't Huys te Foreest und Rijnstein wurden vermisst. In der Tafelbucht selbst wurden alle Schiffe von ihren Ankern gerissen und aufs Ufer getrieben: Die VOC-Schiffe Lakenman, Rotterdam, Standvastigheid, Zoetigheid und der Huker Gouda, ein schottischer Schmuggler, die Brigantine Amy und die drei englischen Ostindienfahrer Candos von Calicut kommend, Addison von Bengalen, Nigtingala aus England. Von den in der Bucht untergegangenen Schiffen konnten nur 260 Mann gerettet werden. |
| 24. Aug. 1724                | Conde de Tolosa                            | 570      | Das spanische Linienschiff war auf dem Weg von Puerto Rico nach Veracruz und sank in Folge eines Hurrikan in der Bucht von Samaná. Von 600 Besatzungsmitglieder und Passagieren können am Folgetag noch 30 Personen gerettet werden. |
| 8. März 1725                 | Akerendam                                  | 200      | Das Schiff der niederländischen Ostindien-Kompanie war auf dem Weg nach Batavia im Sturm an den Klippen der norwegischen Insel Runde zerschellt und gesunken. Alle 200 Mann Besatzung kamen dabei um. Die Akerendam hatte einige Kisten mit Gold- und Silbermünzen an Bord. Dieser Schatz wurde 1972 von Sporttauchern entdeckt und geborgen. |
| 28. Mai 1725                 | Chameau                                    | 316      | Das französische Transportschiff war auf dem Weg von La Rochelle nach Neufrankreich und sank in Folge einer Grundberührung im Sturm bei der Kap-Breton-Insel. Alle rund 316 Personen der Besatzung und Passagiere kamen dabei um. |
| 15. Juli 1733                | Silberflotte                               | ?        | Die aus Havanna kommende Silberflotte aus 21 oder 22 Schiffen geriet vor den Florida Keys in einen Hurrikan. Bis auf ein Schiff sanken oder strandeten alle. Die Überlebenden und eine Bergungsflotte konnten den Großteil der an Bord befindlichen Schätze bergen. |
| 5. Dez. 1737                 | 8 Schiffe                                  | hunderte | In der Tafelbucht gingen die Retourschiffe der VOC Westerwijk, Rodenrijs, Paddenburg, Goudriaan, Iepenrode, Duinbeek, Buis und die viel kleinere Victoria in einem Sturm unter. Allein auf der Iepenrode ertranken 208 Mann. Es könnten also auch über 1.000 Menschen umgekommen sein. |
| 1738                         | Leusden                                    | 702      | Das Sklavenschiff Leusden der Niederländischen Westindien-Kompanie strandete in einem Sturm an der Küste von Suriname. Die Besatzung schloss die Luken und rettete sich; die 702 unter Deck eingeschlossenen Sklaven ertranken. |
| 12. Apr. 1741                | Bourbon                                    | 517      | Das französische Linienschiff Bourbon sank auf der Rückreise aus der Karibik nach Frankreich, auf Grund des Bauzustandes, vor Ouessant. |
| 2. Okt. 1746                 | ?                                          | 1200     | Ein französischer Flottenverband wurde nach der Eroberung von Madras (Indien) von einem Taifun getroffen. Hierbei sanken die Duc d’Orléans (54 Kanonen), die Phénix (54 Kanonen) und die Lys (40 Kanonen) sowie die beiden erbeuteten britischen Schiffe Mermaid und Advice. Etwa 1.200 Besatzungsmitglieder starben. Das Flaggschiff Achille (74 Kanonen) und zwei weitere Schiffe wurden entmastet. Dadurch sind alle Schiffe des Verbands entweder gesunken oder schwer beschädigt worden. |
| 13. Apr. 1749                | Pembroke und Namur                         | 850      | Während eines Angriffs auf das Königreich von Thanjavur in Südostindien gerieten die beiden britischen Linienschiffe Pembroke (60 Kanonen) und Namur (74 Kanonen) – letzteres das Flaggschiff von Konteradmiral Edward Boscawen – in einen Zyklon und sanken. Von den 344 Mann an Bord der Pembroke überlebten nur 14, beim Untergang der Namur starben 520 Besatzungsmitglieder, retten konnte sich offenbar niemand. Vizeadmiral Boscawen, Kapitän Samuel Marshal und einige Offizieren überlebten, weil sie sich zur Koordination der militärischen Operationen an Land befanden. Zu den insgesamt 850 Toten kamen noch eine unbekannte Anzahl Besatzungsmitglieder von zwei ebenfalls gesunkenen Schiffen der Britischen Ostindien-Kompanie. |
| 13. Apr. 1758                | Prince George                              | 485      | Das zu einer Cartagena (Spanien) blockierenden Schwadron der britischen Royal Navy gehörende Linienschiff Prince George (84 Kanonen), das Flaggschiff von Konteradmiral Thomas Broderick, geriet aus unbekannten Gründen in Brand und sank. Aufgrund des hohen Wellengangs kenterte ein Teil der Rettungsboote, 485 Besatzungsmitglieder starben. Konteradmiral Broderick wurde gerettet, nachdem er eine Stunde im Wasser schwamm. |
| 14. Feb. 1760                | Ramillies                                  | > 700    | Das britische Linienschiff Ramillies (90 Kanonen) versuchte, trotz schlechten Wetters nach Plymouth (England) einzulaufen, geriet aber wegen eines Navigationsfehlers in die durch die Felsenriffe von Bolt Head äußerst gefährliche Bigbury Bay. Eine Strandung konnte durch das Kappen der Masten und Ausbringen von Ankern zunächst noch verhindert werden, doch brach schließlich eine Ankertrosse, und der zweite Anker konnte das Schiff gegen Wind und Strömung nicht mehr halten. Die Ramillies wurde in eine Höhle am Bolt Head getrieben und dort von der Brandung zerschlagen. Über 700 Besatzungsmitglieder starben, nur 26 Mann konnten sich retten. Als einziger Offizier überlebte ein Midshipman. Der Schauplatz des Unglücks heißt bis heute „Ramillies Cove“. |
| 1. Jan. 1761                 | Flottenverband der Royal Navy              | > 376    | Am 1. Januar 1761 wird das britische Blockadegeschwader bei der Belagerung des französischen Stützpunktes Pondicherry in Indien durch einen Zyklon überrascht. Durch diesen gehen die Schiffe Sunderland (376 Tote, 17 Überlebende), Duc D’Aquitaine (? Tote, 19 Überlebende), Newcastle, Queenborough und Protector verloren. |
| Jan. 1770                    | Aurora                                     | 221      | Im Januar 1770 geht die britische Fregatte Aurora (32 Kanonen), aus unbekanten Gründen, im Indischen Ozean verloren. Alle Personen der Besatzung (≈220) und eingeschiffte Passagiere (mind. 1) sind seitdem verschollen. |
| 9. Feb. 1773                 | Asia                                       | 439      | Am 9. Februar 1773 ging das russische 54-Kanonen-Linienschiff Asia bei Mykonos verloren. |
| 6. Aug. 1777                 | De Juffrouw Klara und vier weitere Schiffe | 32       | Am 5. März 1777 lief De Juffrouw Klara aus Hamburg in Richtung Spitzbergen aus. Am 6. August wurden die Brigg und weitere vier Schiffe jedoch in der Nähe des Nordpols vom Packeis eingeschlossen. Erst zerbrachen zwei Schiffe, bei starkem Sturm am 30. September die übrigen drei. 50 Mann um Hidde Dirks Kat versuchten sich über das Eis nach Grönland zu retten. Nach etwa einer Woche erreichten noch 18 Mann Kap Farvel und überwinterten in der dänischen Kolonie Frederikshåb. Hidde Dirks Kat erreichte seine Heimatinsel Ameland erst am 27. September 1778. |
| Okt. 1777                    | Vestal und Pegasus                         | ≈ 265    | Im Oktober 1777 gehen die beiden britischen Kriegsschiffe Vestal (140 Mann) und Pegasus (125 Mann), unter Verlust der kompletten Mannschaften, in den Gewässern von Neufundland durch stürmisches Wetter verloren. |
| 22. Nov. 1780                | Senegal                                    | 125      | Am 22. November 1780 explodiert die britische Sloop (Korvette) Senegal (14 Kanonen) aus unbekannten Gründen im Hafen der Insel Gorée. Von den 125 Mann der Besatzung überlebt niemand. |
| 4. Aug. 1782                 | Grosvenor                                  | 125      | Der britische Ostindiensegler Grosvenor, ein etwa 43 Meter langer Dreimaster von 741 ts, strandete infolge eines Navigationsfehlers an der südafrikanischen Küste, südlich des heutigen Durban. Das Schiff, auf dem Weg von Trincomalee nach England und mit 143 Seeleuten und Reisenden an Bord, zerbrach an den Klippen, wobei 17 Menschen ertranken. 126 Personen erreichten zwar die Küste, doch starben von diesen im Verlauf der nächsten Monate noch einmal 108 an Hunger, Durst und Krankheiten. Erst nach 117 Tagen wurden 18 Überlebende der Katastrophe von holländischen Kolonisten zufällig gefunden und gerettet. Bis ins Jahr 1790 hinein wurden immer wieder (erfolglose) Suchexpeditionen ins Landesinnere hinein unternommen, um doch noch etwaige Überlebende zu finden. Von 143 Menschen an Bord der Grosvenor fanden somit 125 den Tod. An Bord des Schiffes befanden sich auch etwa 2,6 Millionen Goldmünzen und 19 Truhen mit Edelsteinen der britischen Ostindien-Kompanie, die bis heute (2010) nicht geborgen wurden. |
| 29. Aug. 1782                | Royal George                               | 800      | Das britische Linienschiff Royal George (100 Kanonen) sank plötzlich, während es im Spithead vor Anker lag. Ungefähr 800 Menschen ertranken, darunter Vizeadmiral Richard Kempenfelt, einer der fähigsten britischen Marineoffiziere seiner Zeit, sowie etwa 300 Frauen und 60 Kinder, bei denen es sich meist um Angehörige von Besatzungsmitgliedern handelte. Das Schiff war für kleinere Reparaturen gekrängt und gleichzeitig mit Rumfässern beladen worden. Eine Untersuchung stellte fest, dass für das Unglück wahrscheinlich der verrottete Zustand der Schiffshölzer verantwortlich war, weshalb ein Teil des Unterwasserschiffs herausbrach. Der Untergang ist bis heute das schwerste Schiffsunglück in Friedenszeiten in der Geschichte der Royal Navy. |
| 16. Dez. 1796                | Séduisant                                  | 680      | Das mit Truppen für eine Invasion in Irland beladene französische Linienschiff Séduisant (74 Kanonen) kollidierte beim Auslaufen aus dem Hafen von Brest durch die sogenannte „Passage du Raz“ mit dem „Grand Stevenet-Riff“ und sank, wobei etwa 680 Seeleute und Soldaten starben. Gründe für das Unglück waren das nächtliche Auslaufen, eine kurzfristige Kursänderung durch Vizeadmiral Morard de Galles und das dadurch resultierende Chaos aus sich widersprechenden Lichtsignalen und Signalschüssen. |
| 24. Juli 1798                | Resistance                                 | 332      | Das britische Kriegsschiff Resistance (44 Kanonen), eingesetzt im Malaiischer Archipel, explodiert nach Blitzschlag bei Insel Bangka. Von den 345 Mann der Besatzung überleben 13 Mann den Untergang. |
| 1. Feb. 1799                 | Proserpine                                 | 14       | Die Proserpine brachte eine Delegation um den britischen Diplomaten Thomas Grenville nach Cuxhaven, von wo er weiter nach Berlin reisen wollte, als sie in dichtem Schnee und Eisgang in der Außenelbe am Scharhörnriff auf Grund lief. Bei der Flucht der 187 Menschen über das Watt und Eis auf die 6 Meilen entfernte Insel Neuwerk kamen 14 Personen ums Leben. Bei einem wiederholten Versuch, Brot von dem Wrack zu bergen, wurde ein kleiner Trupp von der Flut überrascht und das zerquetschte Schiff samt Trupp vom Eisgang aufs Meer gedrückt. Es strandete 36 Stunden später erneut vor Baltrum und der Trupp konnte sich auf die Insel retten. |
| 17. März 1800                | Queen Charlotte                            | 673      | Das britische Linienschiff Queen Charlotte (100 Kanonen) geriet vor dem Hafen von Livorno (Italien) in Brand und sank. Von den 829 Besatzungsmitgliedern konnten nur 156 gerettet werden. Somit starben 673 Seeleute. Die hohe Anzahl der Opfer lag unter anderem daran, dass die geladenen Geschütze durch die Hitze detonierten und dadurch Rettungsschiffe fernhielten. |
| 20. Sep. 1800                | Insurgent                                  | 340      | Nach dem Auslaufen aus Hampton Roads (Virginia) verschwand aus ungeklärten Gründen die amerikanische 40-Kanonen-Fregatte Insurgent. Das Schiff hätte im Seegebiet zwischen den Westindischen Inseln und der Küste Virginias patrouillieren sollen, ist aber vermutlich um den 20. September 1800 in einen Hurrikan geraten und mit der gesamten Besatzung von 340 Mann gesunken. |